# Cavalo com alças

Cavalo com alças (português brasileiro) ou cavalo de arções, cavalo com arções (português europeu) (em inglês: pommel horse) é um aparelho utilizado na ginástica artística por atletas masculinos, composto de um corpo prisma mais estreito na parte inferior, montado horizontalmente sobre uma base, com duas alças (ou arções) sobrepostas ao corpo.
É neste aparelho que os homens executam as suas rotinas: nas provas por equipes, concurso geral e finais por aparelhos individuais.

## História
A descrição mais antiga da ginástica a respeito de um cavalo artificial data de mais de 600 anos de idade. Ele foi escrito por Vegécio, que, em seu quarto volume de “A visão geral do exército romano”, descreve soldados usando um cavalo de madeira para a prática da montaria.
Mais adiante, no século XVII, fora desenvolvida a arte da acrobacia equestre em cima desta prática.

## Aparelho
O formato e dimensões do cavalo com alça são regulamentados pelo documento Apparatus Norms publicado pela FIG.
Originalmente, o aparelho era composto por uma armação de aço e um corpo em formato de cavalo feito de madeira, recoberta por couro. Como composição posterior, a armação e o corpo eram feitos de plásticos de alta resistência. Mais tarde, o aparelho foi revestido com couro ou camurça. Hoje, o material usado é uma espécie de cobertura maleável, semelhante a usada na mesa de saltos e na trave de equilíbrio. Suas alças são feitas de plástico resistente e metal. Todos os cantos eram e são arredondados. As alças ainda são cilíndricas e formam um arco com cantos arredondados e topo horizontal.
O cavalo está a 1,15 m do chão. Seu comprimento é de 1,60 m e a largura é de 35 cm. As alças possuem 12 cm de altura e estão ajustavelmente distanciadas entre 40–45 cm.

## Movimentos básicas
Os movimentos/figuras mais comuns são com apoios usando a força dos braços e o trabalho de pernas em movimentos circulares, chamados volteios, ou movimentos pendulares, chamados tesouras.
- Círculo: movimento realizado principalmente no pomo, no chão e às vezes nas barras paralelas e trave. O ginasta realiza uma volta com as pernas, corpo embainhado, alternando o apoio de um braço para o outro;
- Saida: deixar o aparelho no final da sequência; muitas vezes é feito com um elemento com alta difícil para impressionar;
- Tesoura: consiste em passar uma perna de cada lado do cavalo com as duas mãos nas alças e depois inverter a ordem das pernas após o balanço;
- Tesoura falsa;
- Quebra-nozes: pernas quadradas afastadas;
- Engagé;
- Dégagé.

## Características da competição
Sua sigla, para provas internacionais regulamentadas pela Federação Internacional de Ginástica, é PH (abreviatura de Pommel Horse).
Um exercício típico no cavalo com alças envolve trabalhos tanto com uma, quanto com ambas as pernas. Em geral, os movimentos comuns são com apoios dos braços e o trabalho de pernas com volteios ou tesouras. Como por exemplo o movimento que envolve uma única perna, as tesouras, nas quais, ao mesmo tempo que o ginasta intercala o apoio dos braços nas alças do aparelho, joga uma perna de cada vez para frente e para trás do corpo do aparelho, utilizando de adequada postura.
No entanto, o principal da rotina do atleta, são os trabalhos executados com as duas pernas. O ginasta pode balançar as pernas em um movimento circular perfeito, seja no sentido horário ou no anti-horário, na ponta ou “caminhando” sobre toda a extensão do aparelho.

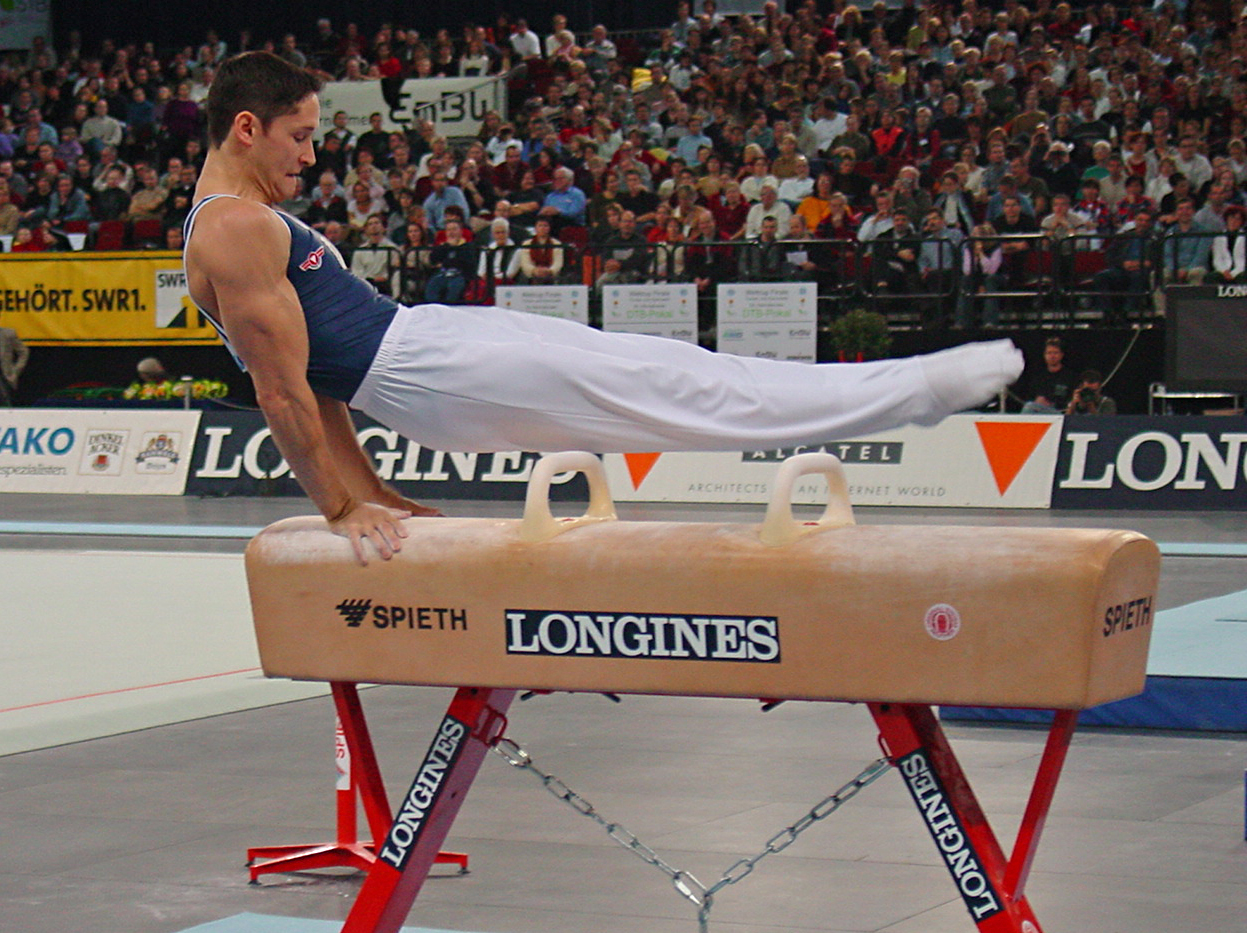
o austríaco Thomas Zimmermann, na final da Copa do Mundo de 2000, em Estugarda.

Assim, pode-se dizer que uma série típica no cavalo com alça envolve tesouras e movimentos circulares. Os movimentos circulares são feitos com as duas pernas juntas, tendo como os mais comuns destes, as chamadas russas, que consistem em apoio direto sobre o corpo do cavalo enquanto gira-se do tronco para baixo, as pernas estendidas.
Para tornar o exercício mais desafiador, os ginastas incluem ainda variações do giro básico, com variações no posicionamento das pernas, das mãos e do tronco (virado para cima ou para a direção do aparelho). A série termina com o desmonte que pode ser feito com um balanço de corpo para fora do aparelho, ou executando uma parada de mão (feita obrigatoriamente sobre impulso e não força) seguida por um salto simples: carpado, grupado ou esticado (estendido). Durante toda a série, somente as mãos podem tocar o aparelho.
O cavalo com alças é considerado por diversos ginastas como o mais difícil das seis modalidades masculinas. Embora seja consenso que todas as modalidades requerem uma combinação de força muscular e técnica, o cavalo tende a favorecer a técnica. Isso se deve ao fato de que a maioria dos movimentos no cavalo com alças são executados com balanço sobre os ombros e que praticamente não há exercícios estáticos, a não ser a parada de mão. Dessa forma, menos força é necessária do que seria requerida em outros aparelhos. O que de fato requer este aparelho é o equilíbrio e a postura do ginasta.
A forma consiste em manter as pernas estendidas e juntas durante todos os movimentos, exceto nas tesouras (que as pernas afastam-se uma da outra), nas paradas de mãos e nos exercícios de giro, semelhantes ao Thomas realizado no solo, no qual o ginasta, apoiado nas mãos, gira, em ângulo, da cintura para baixo com as pernas abertas.
Para obter uma nota limpa — ou seja, sem descontos graves —, o ginasta precisa realizar exercícios com as pernas afastadas e juntas (os volteios), giros, parada de mãos, percorrer toda extensão do aparelho, executar elementos mistos (nomeados pelos primeiros ginastas executantes) e o desmonte — limitada a três saídas distintas: parada de mãos, loop e salto.
Os descontos decorrem, assim como nos demais aparelhos, na faixa de 0,1 à 1,0. O ginasta será penalizado:
- pela falta de postura das pernas (sempre retas);
- por se desgarrar do aparelho;
- por subir à parada de mãos na força (invés do impulso);
- caso não realize os movimentos obrigatórios citados acima.

## Ginastas de destaque
- O chinês tricampeão mundial e campeão olímpico Xiao Qin
- O húngaro tricampeão mundial e bicampeão olímpico Zoltan Magyar
- O norte-coreano bicampeão do mundo e campeão olímpico Pae Gil-Su